# Sarom Unione Sportiva Ravenna 1962-1963
Questa pagina raccoglie le informazioni riguardanti la Sarom Unione Sportiva Ravenna nelle competizioni ufficiali della stagione 1962-1963.

## Stagione
Nella stagione 1962-1963 il Ravenna disputa il girone B del campionato di Serie C, un torneo a 18 squadre che prevede una promozione e due retrocessioni, con 29 punti in classifica si piazza in quattordicesima posizione. Sale in Serie B il Prato che con 46 punti vince il torneo, mentre scendono in Serie D la Civitanovese ed il Rosignano Solvay con 28 punti.
In questa difficile stagione in casa Ravenna tanta paura, con la salvezza conquistata con il punticino strappato (1-1) sul campo di Arezzo sul filo di sirena del torneo. Per conquistarla ci sono voluti due allenatori, si è cominciato il campionato con il confermato Domenico Bosi, poi dopo il pareggio (0-0) interno con il Siena intorno a Natale, è arrivato Giorgio Visconti che ha traghettato la Sarom Ravenna ad una sofferta salvezza. A metà novembre un grave infortunio ha privato il Ravenna dell'apporto del mediano Andrea Nesti fino a quel momento uno dei cardini della squadra. Su tutti si è imposto il toscano Giuseppe Taddei che con i suoi goal, saranno 12 alla fine del torneo, ha dato un sostanziale contributo ai giallorossi nel raggiungere l'obiettivo stagionale della permanenza in categoria.

## Rosa
| N. |                   | Ruolo | Calciatore         |
| -- | ----------------- | ----- | ------------------ |
|    | Italia (bandiera) | C     | Giorgio Bartolini  |
|    | Italia (bandiera) | C     | Cesare Berardi     |
|    | Italia (bandiera) | C     | Luciano Borca      |
|    | Italia (bandiera) | P     | Bruno Ducati       |
|    | Italia (bandiera) | A     | Giancarlo Filini   |
|    | Italia (bandiera) | A     | Vittorio Lama      |
|    | Italia (bandiera) | D     | Aldo Monardi       |
|    | Italia (bandiera) | D     | Andrea Nesti       |
|    | Italia (bandiera) | D     | Roberto Nistri     |
|    | Italia (bandiera) | D     | Giovanni Pirazzini |

| N. |                   | Ruolo | Calciatore        |
| -- | ----------------- | ----- | ----------------- |
|    | Italia (bandiera) | A     | Giuseppe Poggio   |
|    | Italia (bandiera) | C     | Luciano Redegalli |
|    | Italia (bandiera) | C     | Camillo Rizzo     |
|    | Italia (bandiera) | C     | Pietro Sani       |
|    | Italia (bandiera) | A     | Giuseppe Taddei   |
|    | Italia (bandiera) | D     | Albano Tassini    |
|    | Italia (bandiera) | P     | Angelo Tuniz      |
|    | Italia (bandiera) | C     | Giuliano Villa    |
|    | Italia (bandiera) | P     | Franco Vitali     |
|    | Italia (bandiera) | C     | Roberto Zanolini  |

## Risultati

### Girone di andata
| Arbitro: | Gandiolo (Alessandria) |

|               |           |               |
| Ribechini 74’ | Marcatori | 72’ Bartolini |

| Arbitro: | Magrini (Venezia) |

|            |           |  |
| Poggio 15’ | Marcatori |  |

| Arbitro: | Novelli (Firenze) |

|                                             |           |  |
| Mognon 32’ Rollando 44’ Giacobbe 48’ (rig.) | Marcatori |  |

| Arbitro: | Cicconetti (Pordenone) |

|            |           |  |
| Poggio 87’ | Marcatori |  |

| Arbitro: | Virgili (Roma) |

|                                           |           |                      |
| Milani 23’ Currarini 52’ Nardi 75’ (rig.) | Marcatori | 89’ (rig.) Bartolini |

| Arbitro: | Negri (Monza) |

|               |           |                             |
| Redegalli 64’ | Marcatori | 20’ Morelli 59’ Mangiarotti |

| Arbitro: | Vitullo (Roma) |

|                                        |           |          |
| Pozzi 12’ Balsimelli 47’ Veneranda 79’ | Marcatori | 55’ Lama |

| Arbitro: | Sabatella (Potenza) |

|                           |           |             |
| Taddei 21’, 85’ Nesti 81’ | Marcatori | 39’ Smenghi |

| Arbitro: | Ammirato (Torre del Greco) |

|                                     |           |                          |
| Peronato 17’ Moroni 48’ Perotti 84’ | Marcatori | 24’ Taddei 54’ Bartolini |

| Arbitro: | Di Maio (Palermo) |

|                   |           |  |
| Taddei 42’ (rig.) | Marcatori |  |

| Civitanova Marche 2 dicembre 1962 11ª giornata | Civitanovese     | 0 – 0 | Sarom Ravenna | Stadio Comunale\| Arbitro: \| Rimoldi (Milano) \| |
| Arbitro:                                       | Rimoldi (Milano) |       |               |                                                   |

| Arbitro: | Cadel (Mestre) |

|  |           |               |
|  | Marcatori | 39’ Campanini |

| Arbitro: | Recanati (Roma) |

|                           |           |  |
| Novelli 3’ Della Gora 29’ | Marcatori |  |

| Ravenna 23 dicembre 1962 14ª giornata | Sarom Ravenna      | 0 – 0 | Siena | Stadio della Darsena\| Arbitro: \| Capriccioli (Roma) \| |
| Arbitro:                              | Capriccioli (Roma) |       |       |                                                          |

| Arbitro: | Lattanzi (Roma) |

|                  |           |  |
| Pollini 80’, 90’ | Marcatori |  |

| Arbitro: | Losacco (Bari) |

|            |           |           |
| Taddei 19’ | Marcatori | 72’ Corti |

| Arbitro: | Schinetti (Brescia) |

|                          |           |  |
| Taddei 54’ Redegalli 78’ | Marcatori |  |

### Girone di ritorno
| Arbitro: | Piantoni (Terni) |

|               |           |             |
| Redegalli 10’ | Marcatori | 31’ Virgili |

| Arbitro: | Fiduccia (Marsala) |

|                             |           |  |
| Di Stefano 15’ Rambotti 36’ | Marcatori |  |

| Arbitro: | Zanchi (Mestre) |

|                      |           |  |
| Filini 1’ Taddei 75’ | Marcatori |  |

| Arbitro: | Riva (Cagliari) |

|                |           |               |
| Carpenetti 68’ | Marcatori | 33’ Redegalli |

| Arbitro: | Micelli (Lecce) |

|  |           |            |
|  | Marcatori | 59’ Galasi |

| Arbitro: | D'Auria (Salerno) |

|                                        |           |                            |
| Pennati 10’ Furini 32’ Mangiarotti 51’ | Marcatori | 62’, 68’ Taddei 63’ Filini |

| Arbitro: | Firmi (Crema) |

|                                 |           |                         |
| Bartolini 38’ (rig.) Taddei 73’ | Marcatori | 39’ Aldi 76’ Balsimelli |

| Arbitro: | Galatolo (Santa Margherita Ligure) |

|                      |           |                                                  |
| Luosi 3’ Magheri 76’ | Marcatori | 11’ Pirazzini 40’, 68’ Redegalli 41’, 51’ Taddei |

| Ravenna 31 marzo 1963 26ª giornata | Sarom Ravenna      | 0 – 0 | Rosignano Solvay | Stadio della Darsena\| Arbitro: \| Marchiori (Padova) \| |
| Arbitro:                           | Marchiori (Padova) |       |                  |                                                          |

| Pisa 14 aprile 1963 27ª giornata | Pisa              | 0 – 0 | Sarom Ravenna | Stadio Arena Garibaldi\| Arbitro: \| Casella (Messina) \| |
| Arbitro:                         | Casella (Messina) |       |               |                                                           |

| Ravenna 21 aprile 1963 28ª giornata | Sarom Ravenna | 0 – 0 | Civitanovese | Stadio della Darsena\| Arbitro: \| Motta (Monza) \| |
| Arbitro:                            | Motta (Monza) |       |              |                                                     |

| Reggio Emilia 28 aprile 1963 29ª giornata | Reggiana         | 0 – 0 | Sarom Ravenna | Stadio Mirabello\| Arbitro: \| Bosello (Padova) \| |
| Arbitro:                                  | Bosello (Padova) |       |               |                                                    |

| Arbitro: | Anzano (Napoli) |

|            |           |  |
| Poggio 18’ | Marcatori |  |

| Arbitro: | Di Maio (Palermo) |

|                                       |           |           |
| Compagno 34’ Cervetto 70’ Fiorini 89’ | Marcatori | 35’ Rizzo |

| Arbitro: | Lojacono (Palermo) |

|  |           |                       |
|  | Marcatori | 49’ (rig.) Mascalaito |

| Arbitro: | Panzino (Catanzaro) |

|              |           |  |
| Castagner 7’ | Marcatori |  |

| Arbitro: | Zanchi (Mestre) |

|                 |           |               |
| Villa 3’ (aut.) | Marcatori | 83’ Bartolini |